# Lista de presidentes do Rotary International
Essa é a lista dos Presidentes do Rotary International.
| Nome                           | Clube                                                       | País           | Ano Rotário | Lema                                                                 |
| ------------------------------ | ----------------------------------------------------------- | -------------- | ----------- | -------------------------------------------------------------------- |
| Paul Percy Harris              | Rotary Club de Chicago, Illinois                            | Estados Unidos | 1910-1911   |                                                                      |
| Paul Percy Harris              | Rotary Club de Chicago, Illinois                            | Estados Unidos | 1911-1912   |                                                                      |
| Gleen Mead                     | Rotary Club de Philadelphia, Pensilvânia                    | Estados Unidos | 1912-1913   |                                                                      |
| Russell F. Greiner             | Rotary Club de Kansas City, Missouri                        | Estados Unidos | 1913-1914   |                                                                      |
| Frank L. Mulholland            | Rotary Club de Toledo, Ohio                                 | Estados Unidos | 1914-1915   |                                                                      |
| Allen D. Albert                | Rotary Club de Minneapolis, Minnesota                       | Estados Unidos | 1915-1916   |                                                                      |
| Arch C. Klumph                 | Rotary Club de Cleveland, Ohio                              | Estados Unidos | 1916-1917   |                                                                      |
| E. Leslie Pidgeon              | Rotary Club de Winnipeg, Manitoba                           | Estados Unidos | 1917-1918   |                                                                      |
| John Poole                     | Rotary Club de Washington, D.C.                             | Estados Unidos | 1918-1919   |                                                                      |
| Albert S. Adams                | Rotary Club de Atlanta, Geórgia                             | Estados Unidos | 1919-1920   |                                                                      |
| Estes Snedecor                 | Rotary Club de Portland, Oregon, EUA                        | Estados Unidos | 1920-1921   |                                                                      |
| Crawford C. McCullough         | Rotary Club de Fort William, Ontário                        | Canadá         | 1921-1922   |                                                                      |
| Raymond M. Havens              | Rotary Club de Kansas City, Missouri                        | Estados Unidos | 1922-1923   |                                                                      |
| Guy Gundaker                   | Rotary Club de Philadelphia, Pensilvânia                    | Estados Unidos | 1923-1924   |                                                                      |
| Everett W. Hill                | Rotary Club de Oklahoma City, Oklahoma                      | Estados Unidos | 1924-1925   |                                                                      |
| Donald A. Adams                | Rotary Club de New Haven, Connecticut                       | Estados Unidos | 1925-1926   |                                                                      |
| Harry H. Rogers                | Rotary Club de San Antonio, Texas                           | Estados Unidos | 1926-1927   |                                                                      |
| Arthur H. Sapp                 | Rotary Club de Huntington, Indiana                          | Estados Unidos | 1927-1928   |                                                                      |
| I. B. Tom Sutton               | Rotary Club de Tampico, Tamaulipas                          | México         | 1928-1929   |                                                                      |
| M. Eugene Newsom               | Rotary Club de Durham, Carolina do Norte                    | Estados Unidos | 1929-1930   |                                                                      |
| Almon E. Roth                  | Rotary Club de Palo Alto, Califórnia                        | Estados Unidos | 1930-1931   |                                                                      |
| Sydney W. Pascall              | Rotary Club de London, Inglaterra                           | Inglaterra     | 1931-1932   |                                                                      |
| Clinton P. Anderson            | Rotary Club de Albuquerque, Novo México                     | Estados Unidos | 1932-1933   |                                                                      |
| John Nelson                    | Rotary Club de Montreal, Quebec                             | Canadá         | 1933-1934   |                                                                      |
| Robert E. Lee Hill             | Rotary Club de Columbia, Missouri                           | Estados Unidos | 1934-1935   |                                                                      |
| Ed. R. Johnson                 | Rotary Club de Roanoke, Virginia                            | Estados Unidos | 1935-1936   |                                                                      |
| Will R. Manier Jr.             | Rotary Club de Nashville, Tennessee                         | Estados Unidos | 1936-1937   |                                                                      |
| Maurice Duperrey               | Rotary Club de Paris, Paris                                 | França         | 1937-1938   |                                                                      |
| George C. Hager                | Rotary Club de Chicago, Illinois                            | Estados Unidos | 1938-1939   |                                                                      |
| Walter D. Head                 | Rotary Club de Teaneck, Nova Jersey                         | Estados Unidos | 1939-1940   |                                                                      |
| Armando de Arruda Pereira      | Rotary Club de São Paulo, São Paulo                         | Brasil         | 1940-1941   |                                                                      |
| Tom J. Davis                   | Rotary Club de Butte, Montana                               | Estados Unidos | 1941-1942   |                                                                      |
| Fernando Carbajal              | Rotary Club de Lima, Lima                                   | Peru           | 1942-1943   |                                                                      |
| Charles L. Wheeler             | Rotary Club de San Francisco, Califórnia                    | Estados Unidos | 1943-1944   |                                                                      |
| Richard H. Wells               | Rotary Club de Pocatello, Idaho                             | Estados Unidos | 1944-1945   |                                                                      |
| Thomas A. Warren               | Rotary Club de Wolverhampton, Staffordshire                 | Inglaterra     | 1945-1946   |                                                                      |
| Richard C. Hedke               | Rotary Club de Detroit, Michigan                            | Estados Unidos | 1946-1947   |                                                                      |
| S. Kendrick Guernsey           | Rotary Club de Jacksonville, Flórida                        | Estados Unidos | 1947-1948   |                                                                      |
| Angus S. Mitchell              | Rotary Club de Melbourne, Victoria                          | Austrália      | 1948-1949   |                                                                      |
| Percy Hodgson                  | Rotary Club de Pawtucket, Rhode Island                      | Estados Unidos | 1949-1950   |                                                                      |
| Arthur Lagueux                 | Rotary Club de Quebec, Quebec                               | Canadá         | 1950-1951   |                                                                      |
| Frank E. Spain                 | Rotary Club de Birmingham, Alabama                          | Estados Unidos | 1951-1952   |                                                                      |
| H.J. Brunnier                  | Rotary Club de San Francisco, Califórnia                    | Estados Unidos | 1952-1953   |                                                                      |
| Joaquin Serratosa Cibils       | Rotary Club de Montevideo, Montevidéu                       | Uruguai        | 1953-1954   |                                                                      |
| Herbert J. Taylor              | Rotary Club de Chicago, Illinois                            | Estados Unidos | 1954-1955   |                                                                      |
| A.Z. Baker                     | Rotary Club de Cleveland, Ohio                              | Estados Unidos | 1955-1956   | "Desenvolvamos nossos Recursos"                                      |
| Gian Paolo Lang                | Rotary Club de Livorno                                      | Itália         | 1956-1957   | "Mais Rotary nos Rotarianos."                                        |
| Charles G. Tennent             | Rotary Club de Asheville, Carolina do Norte                 | Estados Unidos | 1957-1958   | "Servir."                                                            |
| Clifford A. Randall            | Rotary Club de Milwaukee, Wisconsin                         | Estados Unidos | 1958-1959   | "Ajudem a Moldar o Futuro."                                          |
| Harold T. Thomas               | Rotary Club de Auckland                                     | Nova Zelândia  | 1959-1960   | "Construam Pontes da Amizade."                                       |
| J. Edd McLaughlin              | Rotary Club de Ralls, Texas                                 | Estados Unidos | 1960-1961   | "Vocês São Rotary."                                                  |
| Joseph A. Abey                 | Rotary Club de Reading, Pensilvânia                         | Estados Unidos | 1961-1962   | "Agir."                                                              |
| Nitish Chandra Laharry         | Rotary Club de Calcutta, West Bengal                        | Índia          | 1962-1963   | "Alimentemos a Centelha Interior."                                   |
| Carl P. Miller                 | Rotary Club de Los Angeles, California                      | Estados Unidos | 1963-1964   | "Linhas de Orientação para Rotary na Era Espacial."                  |
| Charles W. Pettengill          | Rotary Club de Greenwich, Connecticut                       | Estados Unidos | 1964-1965   | "Vivam Rotary."                                                      |
| C.P.H. Teenstra                | Rotary Club de Hilversum                                    | Países Baixos  | 1965-1966   | "Ação, Consolidação, Continuidade."                                  |
| Richard L. Evans               | Rotary Club de Salt Lake City, Utah                         | Estados Unidos | 1966-1967   | "Um Mundo Melhor Através do Rotary."                                 |
| Luther H. Hodges               | Rotary Club de Chapel Hill, Carolina do Norte, EUA          | Estados Unidos | 1967-1968   | "Tornem Eficiente a Sua Afiliação Rotária."                          |
| Kiyoshi Togasaki               | Rotary Club de Tóquio                                       | Japão          | 1968-1969   | "Participem!"                                                        |
| James F. Conway                | Rotary Club de Rockville Centre, Nova York                  | Estados Unidos | 1969-1970   | "Revisar e Renovar."                                                 |
| William E. Walk Jr.            | Rotary Club de Ontario, Califórnia                          | Estados Unidos | 1970-1971   | "Transponham as Barreiras."                                          |
| Ernst G. Breitholtz            | Rotary Club de Kalmar                                       | Suécia         | 1971-1972   | "A Boa Vontade Começa Conosco."                                      |
| Roy D. Hickman                 | Rotary Club de Birmingham, Alabama                          | Estados Unidos | 1972-1973   | "Examinemos Novamente."                                              |
| William C. Carter              | Rotary Club de Battersea, Londres                           | Inglaterra     | 1973-1974   | "É Hora de Agir."                                                    |
| William R. Robbins             | Rotary Club de Miami, Flórida                               | Estados Unidos | 1974-1975   | "Renove o Espírito de Rotary."                                       |
| Ernesto Imbassahy de Mello     | Rotary Club de Niterói, Rio de Janeiro                      | Brasil         | 1975-1976   | "Dignificar o Ser Humano."                                           |
| Robert A. Manchester II        | Rotary Club de Youngstown, Ohio                             | Estados Unidos | 1976-1977   | "Eu Creio em Rotary."                                                |
| W. Jack Davis                  | Rotary Club de Hamilton                                     | Bermudas       | 1977-1978   | "Servir Para Unir a Humanidade."                                     |
| Clem Renouf                    | Rotary Club de Nambour, Queensland                          | Austrália      | 1978-1979   | "Estenda a Sua Mão."                                                 |
| James L. Bomar Jr.             | Rotary Club de Shelbyville, Tennessee                       | Estados Unidos | 1979-1980   | "Que o Ideal de Servir Ilumine o Caminho."                           |
| Rolf J. Klärich                | Rotary Club de Helsinki-Helsingfors                         | Finlândia      | 1980-1981   | "Encontremos Tempo para Servir."                                     |
| Stanley E. McCaffrey           | Rotary Club de Stockton, Califórnia                         | Estados Unidos | 1981-1982   | "Compreensão e Paz Mundial Através do Rotary."                       |
| Hiroji Mukasa                  | Rotary Club de Nakatsu, Oita                                | Japão          | 1982-1983   | "A Humanidade É uma Só - Criemos Pontes de Amizade em Todo o Mundo." |
| William E. Skelton             | Rotary Club de Christiansburg-Blacksburg, Virgínia, EUA     | Estados Unidos | 1983-1984   | "Compartilhemos Rotary - Sirvamos Nossos Semelhantes.                |
| Carlos Canseco                 | Rotary Club de Monterrey, Nuevo León                        | México         | 1984-1985   | "Descubra um Novo Mundo de Serviço."                                 |
| Edward F. Cadman               | Rotary Club de Wenatchee, Washington                        | Estados Unidos | 1985-1986   | "Você é a Chave."                                                    |
| M.A.T. Caparas                 | Rotary Club de Manila, Manila                               | Filipinas      | 1986-1987   | "Rotary Leva Esperança."                                             |
| Charles C. Keller              | Rotary Club de California, Pensilvânia                      | Estados Unidos | 1987-1988   | "Rotarianos: Unidos Para Servir, Dedicados à Paz."                   |
| Royce Abbey                    | Rotary Club de Essendon, Victoria                           | Austrália      | 1988-1989   | "Dê Vida ao Rotary: Viva-o Intensamente."                            |
| Hugh M. Archer                 | Rotary Club de Dearborn, Michigan                           | Estados Unidos | 1989-1990   | "Desfrute o Rotary!"                                                 |
| Paulo Viriato Corrêa da Costa  | Rotary Club de Santos, São Paulo                            | Brasil         | 1990-1991   | "Valorize Rotary Com Fé e Entusiasmo."                               |
| Rajendra K. Saboo              | Rotary Club de Chandigarh, Union Territory                  | Índia          | 1991-1992   | "Olhe mais além de si mesmo."                                        |
| Clifford L. Dochterman         | Rotary Club de Moraga, Califórnia                           | Estados Unidos | 1992-1993   | "A verdadeira felicidade está em ajudar o próximo."                  |
| Robert Barth                   | Rotary Club de Aarau                                        | Suíça          | 1993-1994   | "Acredite no que faz. Faça aquilo em que acredita."                  |
| Bill Huntley                   | Rotary Club de Alford & Mablethorpe, Lincolnshire           | Inglaterra     | 1994-1995   | "Seja Amigo."                                                        |
| Herbert G. Brown               | Rotary Club de Clearwater, Flórida                          | Estados Unidos | 1995-1996   | "Atue com Integridade – Sirva com Amor – Trabalhe pela Paz."         |
| Luis Vicente Giay              | Rotary Club de Arrecifes, Buenos Aires                      | Argentina      | 1996-1997   | "Construa o Futuro com Ação e Visão."                                |
| Glen W. Kinross                | Rotary Club de Hamilton, Brisbane, Queensland               | Austrália      | 1997-1998   | "Mostre que o Rotary se interessa."                                  |
| James L. Lacy                  | Rotary Club de Cookeville, Tennessee                        | Estados Unidos | 1998-1999   | "Torne Real Seu Sonho de Rotary."                                    |
| Carlo Ravizza                  | Rotary Club de Milano Sud-Ovest                             | Itália         | 1999-2000   | "Rotary 2000: Aja com Coerência, Confiança, Continuidade."           |
| Frank Devlyn                   | Rotary Club de Anáhuac, Distrito Federal                    | México         | 2000-2001   | "Criar Consciência Ser Atuante."                                     |
| Richard George Dean King       | Rotary Club de Niles-Fremont, Califórnia                    | Estados Unidos | 2001-2002   | "A Humanidade é Nossa Missão."                                       |
| Bhichai Rattakul               | Rotary Club de Dhonburi                                     | Tailândia      | 2002-2003   | "Plante Sementes do Amor."                                           |
| Jonathan B. Majiyagbe          | Rotary Club de Kano, Kano State                             | Nigéria        | 2003-2004   | "Dê a Mão ao Próximo."                                               |
| Glen Elton Estess Sr.          | Rotary Club de Shades Valley, Alabama                       | Estados Unidos | 2004-2005   | "Celebremos Rotary."                                                 |
| Carl-Wilhelm Stenhammar        | Rotary Club de Göteborg                                     | Suécia         | 2005-2006   | "Dar de Si, Antes de Pensar em Si."                                  |
| William B. Boyd                | Rotary Club de Pakuranga, Auckland                          | Nova Zelândia  | 2006-2007   | "Mostremos o Caminho."                                               |
| Wilfrid J. Wilkinson           | Rotary Club de Trenton, Ontário                             | Canadá         | 2007-2008   | "Rotary Compartilha."                                                |
| Dong Kurn Lee                  | Rotary Club de Seoul Hangang, Seul                          | Coreia do Sul  | 2008-2009   | "Realizemos os Sonhos."                                              |
| John Kenny                     | Rotary Club de Grangemouth                                  | Escócia        | 2009-2010   | "O Futuro do Rotary Está em Suas Mãos."                              |
| Ray Klinginsmith               | Rotary Club de Kirksville, Missouri                         | Estados Unidos | 2010-2011   | "Fortalecer Comunidades, Unir Continentes."                          |
| Kalyan Banerjee                | Rotary Club de Vapi, Gujarat                                | Índia          | 2011-2012   | "Conheça a si mesmo para envolver a humanidade."                     |
| Sakuji Tanaka                  | Rotary Club de Yashio, Saitama                              | Japão          | 2012-2013   | "Paz através do servir"                                              |
| Ron D. Burton                  | Rotary Club de Norman                                       | Estados Unidos | 2013-2014   | "Viver Rotary, transformar vidas."                                   |
| Gary C. K. Huang               | Rotary Club de Taipei                                       | Taiwan         | 2014-2015   | "Faça o Rotary brilhar"                                              |
| K.R. Ravindran                 | Rotary Club de Colombo, Western Province                    | Sri Lanka      | 2015-2016   | "Seja um presente para o mundo"                                      |
| John Germ                      | Rotary Club de Chattanooga, Tennessee                       | Estados Unidos | 2016-2017   | "Rotary a serviço da humanidade"                                     |
| Ian Riseley                    | Rotary Club de Sandringham                                  | Austrália      | 2017-2018   | "O Rotary faz a diferença"                                           |
| Barry Rassin                   | Rotary Club de East Nassau                                  | Bahamas        | 2018-2019   | "Seja a Inspiração"                                                  |
| Mark Daniel Maloney            | Rotary Club de Decatur, Alabama                             | Estados Unidos | 2019-2020   | "O Rotary conecta o mundo"                                           |
| Holger Knaack                  | Rotary Club de Herzogtum Lauenburg-Mölln, Lauemburgo (Elba) | Alemanha       | 2020-2021   | "O Rotary abre oportunidades"                                        |
| Shekhar Mehta                  | Rotary Club de Calcutta-Mahanagar, Calcutá                  | Índia          | 2021-2022   | "Servir para transformar vidas"                                      |
| Jennifer Jones                 | Rotary Club de Windsor-Roseland, Windsor (Ontário)          | Canadá         | 2022-2023   | "Imagine o Rotary"                                                   |
| Gordon McInally                | Rotary Club de South Queensferry                            | Escócia        | 2023-2024   | "Crie esperança no mundo"                                            |
| Stephanie A. Urchick           | Rotary Club de McMurray, Pensilvânia                        | Estados Unidos | 2024-2025   | "A magia do Rotary"                                                  |
| Mário César Martins de Camargo | Rotary Club de Santo André, São Paulo (estado)              | Brasil         | 2025-2026   | presidente eleito renunciou em 2025, jun 8                           |
| Francesco Arezzo               | Rotary Club de Ragusa                                       | Itália         | 2025-2026   | "Unidos para Fazer o Bem"                                            |

## Lista de presidentes por país
| Países         | Presidentes |
| -------------- | ----------- |
| Estados Unidos | 64          |
| Austrália      | 5           |
| Canadá         | 5           |
| Índia          | 4           |
| Inglaterra     | 4           |
| Brasil         | 3           |
| Japão          | 3           |
| México         | 3           |
| Itália         | 3           |
| Nova Zelândia  | 2           |
| Suécia         | 2           |
| Escócia        | 2           |
| Alemanha       | 1           |
| Argentina      | 1           |
| Bahamas        | 1           |
| Bermudas       | 1           |
| Coreia do Sul  | 1           |
| Filipinas      | 1           |
| Finlândia      | 1           |
| França         | 1           |
| Nigéria        | 1           |
| Países Baixos  | 1           |
| Peru           | 1           |
| Sri Lanka      | 1           |
| Suíça          | 1           |
| Tailândia      | 1           |
| Taiwan         | 1           |
| Uruguai        | 1           |